# خوليو جونغ
خوليو جونغ (بالإسبانية: Julio Jung)‏ هو ممثل تشيلي، ولد في 21 مارس 1942 بسانتياغو في تشيلي.

## وصلات خارجية
- خوليو جونغ على موقع IMDb (الإنجليزية)
- خوليو جونغ على موقع قاعدة بيانات الفيلم (الإنجليزية)